# مارلی، سوئیس
مارلی ( فرانسوی: [maʁli] ؛ آرپیتان: Marli [maʁˈli] () یک شهر است که در بخش سرین کانتون فریبورگ در کشور سوئیس واقع شده است. نام آلمانی این شهر مرتنلاخ است و اگرچه به صورت رسمی استفاده نمی‌شود ولی درمیان مردم محلی رواج دارد. این شهر در سال ۱۹۷۰ در اثر ادغام دو شهر کوچک‌تر و به فرمان دولت محلی کانتون فریبورگ به وجود آمد.
جمعیت این شهر در پایان سال ۲۰۱۸ بالغ بر ۸۱۹۳ نفر بوده است.